# جيف هاردينغ
جيف هاردينغ (بالإنجليزية: Jeff Harding) (5 فبراير 1965 بسيدني في أستراليا - ) هو ملاكم أسترالي.

## وصلات خارجية
- جيف هاردينغ على موقع بوكس ريك (الإنجليزية) (registration required)